# Віцентова
Віцентова (Вицентово, Вінцентова, Вінцентівка, рос. Вицентово, Викентово, Визендорф, пол. Wicentowo, нім. Wiesendorf) — колишня колонія у Ольшанській сільській раді Баранівського району Житомирської області.

## Населення
У 1868 році в колонії проживало 140 мешканців, наприкінці 19 століття — 229 осіб, дворів — 39, у 1906 році — 221 мешканець, дворів — 31, у 1910 році — 225 осіб, у 1923 році — 127 жителів, дворів — 28.

## Історія
Колишнє лютеранське поселення, лежало за 45 км південно-східніше Новограда-Волинського. Належало до лютеранської парафії у Житомирі.
Наприкінці 19 століття — колонія Баранівської волості Новоград-Волинського повіту, за 48 верст (52 км) від повітового міста.
У 1906 році — колонія Баранівської волості (3-го стану) Новоград-Волинського повіту Волинської губернії. Відстань до повітового центру, м. Новоград-Волинський, становила 50 верст, від волосного центру, містечка Баранівка — 15 верст. Найближче поштово-телеграфне відділення розміщувалося у Баранівці.
У 1923 році включена до складу новоствореної Бубнівської сільської ради, яка, 7 березня 1923 року, увійшла до складу новоутвореного Баранівського району Житомирської округи. Розміщувалася за 12 верст від районного центру, міст. Баранівка, та за 3,5 версти — від центру сільської ради, кол. Бубни. 1 вересня 1925 року колонію передано до складу Ольшанської сільської ради Довбишського (згодом — Мархлевський) району Житомирської (згодом — Волинська) округи. 17 жовтня 1935 року, в складі сільської ради, включена до Баранівського району Київської області.
Знята з обліку населених пунктів до 1 жовтня 1941 року.